# Faramondo
Faramondo (370 circa – 427 circa) è il primo re dei Franchi Sali.

## Origini
Era figlio del Duce franco Marcomero e di una delle sue mogli.

## Biografia
Secondo il cronista Fredegario, il popolo discendente dai troiani si dette un re di nome Francione (da cui Franchi), che lo condusse in Europa e lo stanziò tra il Reno, il Danubio e il mare. Successivamente, nel Liber Historiae Francorum, si narra che questo popolo, discendente dai troiani, venne sconfitto, in Pannonia, dall'imperatore Valentiniano I, che li chiamò Franchi (selvaggi) e impose loro un tributo. Dopo non molto tempo, ribellatisi al dominio romano, lasciata la Pannonia, si stabilirono nelle vicinanze del Reno e si dettero un re, Faramondo, il figlio del loro Duca Marcomero.
Dopo essere stato eletto re dei Franchi Sali, nel 420 avrebbe guidato il suo popolo al di qua del Reno, dentro i confini dell'impero romano, separando la sua tribù dei Franchi Sali dai Franchi Ripuari, stanziati vicino a Colonia. 
Alla sua morte, gli successe il figlio Clodione.

### Storicità del personaggio
Il primo che cita Faramondo, re dei Salii, fu un anonimo monaco dell'Abbazia di Saint-Denis, dell'VIII secolo, che nel suo Liber Historiae Francorum, diede inizio alla leggenda che per tutto il medioevo, sino al secolo scorso, fu ritenuta verità storica, ma non è suffragata da nessun documento, né dai cronisti del V secolo (a Prospero d'Aquitania venne attribuita la citazione di Faramondo, ma si trattò di un errore di trascrizione), né del VI secolo (non è citato nella Storia dei Franchi di Gregorio di Tours) se si esclude una genealogia di un cronista neustriano del VI secolo, che lo cita come capostipite dei merovingi: 
Infine lo storico del XVIII secolo Martin Bouquet narra del regno di Faramondo.

## Ascendenza
(Storicamente non accertata)
Sunno
Childerico
Bartherus
Clodio
Walter
Dagoberto I
Genebaldo
Dagoberto
Clodio
Marcomero
Faramondo

## Discendenza
(Storicamente non accertata)
Faramondo da una delle mogli ebbe un figlio:
- Clodione ( - ca. 448), che, durante tutto il medioevo, fu ritenuto il secondo re dei Franchi.

Faramondo, da altre due mogli, ebbe altri quattro figli:
- Clenone
- Fredemondo
- una prima femmina
- una seconda femmina